# Jon Foo
Jonathan Patrick Foo, mais conhecido como Jon Foo (Londres, 30 de outubro de 1982) é um ator, artista marcial e dublê inglês, mestiço de chines e irlandes. Seu trabalho mais marcante no cinema até o momento é o personagem Jin Kazama do filme Tekken (2010).

## Início da vida
Jon nasceu em Londres, filho de pai chinês e mãe irlandesa, crescendo na Inglaterra. Ele é o único homem entre quatro irmãos que incluem uma irmã e duas meio-irmãs de um lado de seu pai. Sua família se mudava constantemente. Seu pai praticava karate e sua mãe judô. Começou a aprender Kung Fu, quando tinha oito anos, mas ele começou a treinar sério para o wushu quando ele tinha 15 anos. Ele atualmente vive em Los Angeles.

## Atuação e carreira de dublê
Sendo um praticante de Wushu, ele atuou em Tom-Yum-Goong The Protector, Batman Begins, House of Fury, Left for Dead, e Vida. Ele também faz acrobacias para outros atores. Ele desempenhou um papel de Jin Kazama no filme Tekken lançado em 2010. Ele recebeu o papel de Ryu, no curta metragem do filme Street Fighter: Legacy.
Ele também estrelou em Soldado Universal: Regeneração como um dos soldados de primeira geração. Ele também está definido para aparecer em um filme de artes marciais e basquetebol tailandês Fireball Begins, que é uma prequela do primeiro filme, Fireball.

## Filmografia
| Ano  | Filme                           | Papel                         | Notas                               |
| ---- | ------------------------------- | ----------------------------- | ----------------------------------- |
| 2004 | Left for Dead                   | Lutador #3                    |                                     |
| 2004 | Shi cha qi xiao shi             | Brian                         |                                     |
| 2005 | Tom-Yum-Goong                   | Lutador de Wushu              | Creditado como Jonathan Patrick Foo |
| 2005 | Batman Begins                   | Guerreiro da Liga das Sombras | Não-creditado                       |
| 2005 | House of Fury                   | Sam Shan                      |                                     |
| 2005 | The Myth                        | Dublê                         | Não-creditado                       |
| 2009 | Jagoan Bouginville              | Yosia si reman marsud         |                                     |
| 2010 | Universal Soldier: Regeneration | UniSol 2                      |                                     |
| 2010 | Tekken                          | Jin Kazama                    |                                     |
| 2010 | Street Fighter: Legacy          | Ryu                           |                                     |
| 2010 | Fireball Begins                 | Pré-produção                  |                                     |
| 2011 | Rebirth                         | Manit                         |                                     |
| 2011 | Vikingdom                       | Yang                          |                                     |
| 2016 | Rush Hour                       | Detetive Lee                  | Série do canal americano CBS        |